# Бронированный трактор
Бронированный трактор (броневой трактор) — импровизированная боевая машина (обычно эквивалент бронеавтомобиля, импровизированный танк или САУ) на тракторной базе.
Причиной возникновения бронетрактора первоначально послужила низкая проходимость бронеавтомобилей; впоследствии такие боевые машины, как правило, создавались в условиях нужды в броневом вооружении и технике в сочетании с невозможностью либо сложностью производства или поставки полноценных гусеничных и колёсных боевых машин.

## История
Идея соединения бронеавтомобиля и тракторной базы принадлежит полковнику артиллерии Н. А. Гулькевичу, в июле 1915 года получившему патент на своё изобретение. Такие машины активно использовались в период Первой и Второй мировой войны, а также в ряде вооружённых конфликтов межвоенного периода (в частности, во время гражданской войны в России и в Испании); как правило, это были импровизированные машины, но существовали и бронированные тракторы заводской постройки.
В 1930-е годы в СССР бронетракторы (так называемые суррогатные танки по официальной классификации того времени) считались перспективными в качестве дешёвых и простых в производстве и при этом сравнительно эффективных суррогатов полноценных танков для усиления войсковых соединений, нуждавшихся в бронетехнике, в которые могли быть быстро переоборудованы на любом тракторном заводе обычные сельскохозяйственные машины. Разработки в данном направлении были прекращены в связи с делом Тухачевского.
В начале 1930-х годов в СССР для испытаний был построен колёсный бронетрактор «Фордзон».
В 1932 году был отмечен случай постройки бронетрактора для испытаний в Мексике, в 1935 году — переоборудование гусеничного трактора «Катерпиллар» в «бронированный танк-трактор» в США.
Бронетракторы вместе с полукустарными бронеавтомобилями «Тизнаос» применялись в ходе гражданской войны в Испании 1936—1939 годов.
После начала Великой Отечественной войны летом 1941 года один вооружённый станковым пулемётом бронетрактор был построен на острове Хийумаа по распоряжению штаба Северного укреплённого сектора (по другим данным, при обороне Моонзундских островов были построены 4 бронетрактора, вооружённых пулемётами), во время обороны Одессы в городе выпускались бронетракторы НИ-1 на базе трактора СТЗ-НАТИ, осенью 1941 года от 50 до 60 бронетракторов ХТЗ-16 на базе трактора СТЗ-3 было выпущено Харьковским тракторным заводом.
Также есть обрывочные сведения о импровизированном танке, который был собран в 1943 году в подконтрольной УПА военной мастерской в районе Ковеля, который использовался в боях с польской Армией крайовой. По некоторым сведениям, бронемашина была сконструирована из корпуса танка Т-26, установленного на шасси трактора СТЗ-5.
После окончания Великой Отечественной войны в западных областях СССР бронированные тракторы использовались в сельском хозяйстве и при проведении других работ на местах боевых действий, где существовала опасность наличия минно-взрывных устройств и неразорвавшихся боеприпасов. В Ленинградской области, где во время блокады Ленинграда в 1941-1944 гг. интенсивные боевые действия в одних и тех же районах продолжались очень длительное время, несколько бронированных тракторов использовались до середины 1970х годов.
В наши дни бронированные тракторы изредка применяются в горячих точках бывшего СССР и некоторых других регионов (например, колёсные бронированные тракторы Straško заводского изготовления активно применялись во время войны в Хорватии).
В 2004 году в городе Гранби (штат Колорадо, США) бронированный гусеничный бульдозер Komatsu D355A (известный также как Killdozer) был построен Марвином Химейером.
С 2017 года бронетрактора (бронебульдозеры) на заказ выпускаются также на ЧТЗ.

## Примеры
- Бронированный трактор Гулькевича
- Д-10
- Д-11
- Д-14
- ИЗ
- Straško
- Yacaré